# Enxudro

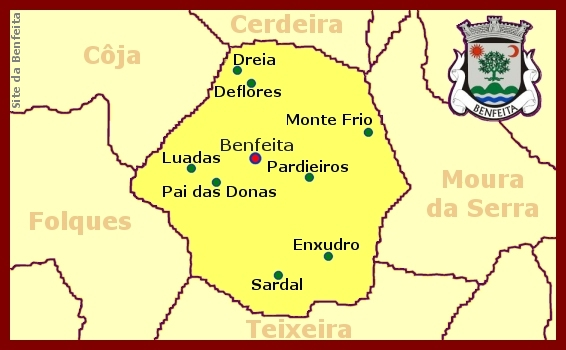
Localização de Enxudro na freguesia de Benfeita

Enxudro é uma aldeia onde vivem permanentemente 6 casais, situada na Freguesia de Benfeita, Município de Arganil, Distrito de Coimbra.
Existe uma Comissão de Melhoramentos, fundada em 1989.

## Património
- Capela de Santo António.
- Alminhas de Nossa Senhora de Fátima

## Festividades
- Festa em Agosto em honra de Santo António.
- Missa no dia 23 de Dezembro em honra de Nossa Senhora de Fátima